# José de Jesús Guzmán y Sánchez
José de Jesús Guzmán y Sánchez (* 24. Dezember 1864 in Santa María de la Mercedes del Oro, Guanajuato; † 20. Januar 1914 in Tampico, Tamaulipas) war ein mexikanischer Geistlicher und römisch-katholischer Bischof von Ciudad Victoria-Tamaulipas.

## Leben
José de Jesús Guzmán y Sánchez empfing nach dem Studium der Katholischen Theologie und Philosophie 1888 das Sakrament der Priesterweihe.
Am 12. November 1909 ernannte ihn Papst Pius X. zum Bischof von Ciudad Victoria-Tamaulipas. Der Erzbischof von Linares o Nuevo León, Leopoldo Ruiz y Flóres, spendete ihm am 24. Februar 1910 in der Catedral de la Inmaculada Concepción in Tampico die Bischofsweihe; Mitkonsekratoren waren der Bischof von Chihuahua, Nicolás Pérez Gavilán y Echeverría, und der Bischof von Sonora, Ignacio Valdespino y Díaz. Die Amtseinführung fand am 6. März desselben Jahres statt.